# Gerželj
Gerželj je priimek v Sloveniji, ki ga je po podatkih Statističnega urada Republike Slovenije na dan 1. januarja 2010 uporabljalo 233 oseb in je med vsemi priimki po pogostosti uporabe uvrščen na 1.783 mesto.

## Znani slovenski nosilci priimka
- France Gerželj (1909—1984), novinar
- Nataša Visočnik Gerželj, japonologinja, pred, FF UL
- Saša Gerželj Donaldson, pianistka
- Slavko Gerželj (*1956), policist, veteran vojne za Slovenijo, publicist, fotograf, turistični delavec